# Мала Жмеринка
Мала́ Жме́ринка — село в Україні, у Жмеринській міській громаді Жмеринського району Вінницької області.

## Географія
Селом протікає річка Таранька, ліва притока Мурафи.

## Заснування
Село Мала Жмеринка розташоване на південний захід від міста Жмеринка. Його історія древніша ніж історія міста. Місто виникло між двома селами Велика і Мала Жмеринка на місці вирубаного дубового проліску, після побудови в 1865 році залізниці Київ—Балта—Одеса.
Історія заснування села точно невідома. З переказів відомо лише, що село було засноване як засильний хутір у лісі біля схилу головного вододілу Подільської височини і притокою річки Мурафи. А засилали сюди із оточуючої округи конокрадів, і вони не мали права нікуди виїжджати, а змушені були жити на одному місці. Про це свідчить різноманітність прізвищ населення. Подібні прізвища зустрічаються масово в інших селах району.
Історія села сягає трьохсот або й більше років. Про це свідчить те, що у 1731 році в селі була збудована дерев'яна церква, двокупольна з окремою дзвіницею і куполом. Дзвіницю обсадили чотирма липами (у той час їх садили по всій Подільській губернії). До наших днів збереглися дві липи-свідки історії тих часів. Інші були зрубані після знищення в 1938 році храму святої Парасковії. Пізніше в 50-х роках на цьому місці було побудоване приміщення восьмирічної школи. А було це зроблено тому, що напроти церкви стояли приміщення церковно-приходської школи, заснованої в кінці XIX століття, тут навчались сільські діти до революції і після неї. Під приміщення школи був пристосований будинок священика, частково добудований. Усі будівлі проіснували до 1976 року. Тоді йшло укрупнення шкіл і восьмирічну школу закрили, а після цього всі три будинки зруйнували.
Про те, що село було засноване в лісі, свідчать назви урочищ та окремих вулиць-частин села: Березина, Пеньківка, Порубаний ліс. У східній частині села, біля злиття двох невеликих річечок, розміщувався панський маєток (економія), тут жив панський намісник, що підпорядковувався панському маєтку Браїлова. Біля маєтку ріс великий фруктовий сад, був ставок. З саду досі залишились лише дві великі груші-глеки та залишок старої греблі від ставу. Під час революції маєток був знищений, а земля роздана людям під забудову. На початку 30-х років на тій частині маєтку, що залишалась, створили перший колгосп. Його очолив голова Єфрем Герасимович Панасюк.
Приміське розташування села біля великого залізничного вузла Жмеринка зумовило те, що під час громадянської та Німецько-радянської воєн тут проходили бойові дії. Під час громадянської війни через село проходили австро-німецькі, петлюрівські війська, у 1919 році — бійці Таращанського полку від командуванням М. О. Щорса та В. Н. Боженка, бригада Г. І. Котовського. Не обійшло село і лихоліття голодомору 1933 і 1947 років. Люди помирали цілими сім'ями, особливо в 1933 році, як наприклад, сім'я Бойцунів. Виручала і рятувала людей залізниця. Жителі, що працювали на ній, отримували на картонки хліб і цим рятували свої сім'ї. В 1947 році жителі групами їздили в Західну Україну, де міняли одяг на хліб, зерно, борошно. Часто по дорозі гинули, бо їхали в товарних вагонах на вугіллі, а по дорозі на них нападали грабіжники: кидали поверх вагонів гаки і стягували мішки з зерном, при цьому людей кого вбивали, кого ранили. Саме так загинули Г. Школяр, Г. Навроцький. Більшість жителів села з часів побудови залізниці працювали і до сьогодні працюють на залізничних підприємствах.
За період Німецько-радянської війни село втратило понад 100 чоловік. З окремих дворів загинуло по 2-3 чоловіки. У Малій Жмеринці народився Герой Радянського Союзу Григорій Якович Усатий. Жителі села під час війни активно включались у підпільний партизанський рух: підривали німецькі ешелони, випускали газету «Красный партизан». Одним із керівників Жмеринської підпільної організації «Радянський патріот» був житель села Григорій Гаврилович Навроцький. Він загинув у числі 18 жмеринських підпільників у Тираспільській тюрмі. Тоді в тюрму німецькі жандарми загнали близько 120 чоловік підозрюваних. Вдалося вирватися живим партизану, жителю села Дем'яну Васильовичу Гусаку. Партизани часто переховувались у селі, люди всіляко сприяли їм на допомагали. Під час війни в селі вбили румунського окупанта. У 1944 році, коли німці перегонили полонених, сільські дівчата визволили багатьох ув'язнених (говорили що брат, чоловік). Деякі з них залишились жити в селі. Таким був Сава Гребенчук. Він одружився з Мотрею, що його визволила, і прожив з нею все своє життя. Село було визволене на день раніше, ніж місто Жмеринка, і звідси бійці вели наступ на місто. Після закінчення війни в селі відновилось колективне господарство «Червоний партизан», назване на честь загиблих підпільників, що дислокувались на території села. Господарство проіснувало до 1965 року (було колгоспом-мільйонером). Після укрупнення увійшло до складу Леляцького колгоспу «Перемога». У 1993 році господарство відділилось і було створене КСП «Новий шлях».
12 червня 2020 року, відповідно до Розпорядження Кабінету Міністрів України від  № 707-р «Про визначення адміністративних центрів та затвердження територій територіальних громад Вінницької області», увійшло до складу Жмеринської міської громади.
19 липня 2020 року, в результаті адміністративно-територіальної реформи та ліквідації Жмеринського району, село увійшло до складу новоутвореного Жмеринського району.

## Населення

### Мова
Розподіл населення за рідною мовою за даними перепису 2001 року:
| Мова       | Відсоток |
| ---------- | -------- |
| українська | 97,87%   |
| російська  | 1,49%    |
| білоруська | 0,53%    |
| інші       | 0,11%    |

## Відомі уродженці села
У селі народились і виросли багато відомих людей: народний художник України, член Вінницької спілки художників Чорний Михайло Никифорович, його брат — Григорій Никифорович Чорний — член спілки художників УРСР. На своїх полотнах вони зображають неповторну природу села, його минуле.
У Малій Жмеринці народився Герой Радянського Союзу Григорій Якович Усатий.

## Культура
У селі у всі часи була самобутня культура, художня самодіяльність. У 60-х роках традиційно танцювали на горбах «Кривого танцю» на Великдень, святкували «Андрія», свято «Івана Купала» біля гільця, яке робили тільки з верхівки черешні. Була завжди присутня у побуті вишивка хрестиком, що збереглося і в наш час.